# Jean Duverne
L'abbé Jean Duverne, né le 8 mai 1880 à Nemours et décédé le 14 janvier 1956 à Chalon-sur-Saône, est un prêtre catholique français, précurseur de l'Action catholique en Bourgogne, qui, toute sa vie, créa et anima des œuvres sociales à destination de la jeunesse et des ouvriers à Chalon.
Tour à tour compositeur, organiste, chef d'orchestre et d'harmonie, maître de chœur, metteur en scène, animateur de colonies, chef scout, fondateur de sociétés sportives, aumônier de prisons, le tout au service de la foi chrétienne, l'abbé Duverne est une personnalité remarquable qui a profondément marqué ses contemporains et dont la mémoire reste encore vivante à Chalon aujourd'hui.

## Biographie

### Jeunesse et éducation
Né dans une ancienne famille de l'Autunois, Jean Duverne est le fils d'Auguste Duverne, notaire à Nemours et de Louise Saunier de Rotrou. Son grand-père paternel, Antoine Duverne, riche propriétaire, maire de Mesvres en 1870-1871, y possède le château du Mousseau. Son grand-père maternel, Jean Saunier, est, de son côté, un notable du Second Empire qui fut longtemps maire de Nemours. Il compte parmi ses ancêtres le grand poète et dramaturge Jean de Rotrou.
Son père meurt à 33 ans, alors qu'il n'a pas trois ans.
Il vit son enfance à Nemours dans la maison de ses grands-parents, dans un milieu aisé et cultivant les arts.
Le sculpteur Justin-Chrysostome Sanson, ami de sa famille, réalise ainsi son portrait en médaillon à 7 ans, aujourd'hui dans les collections du Château-Musée de Nemours.
Jean Duverne reçoit une éducation bourgeoise éclairée, apprenant la musique, le théâtre, la poésie... Sa mère, très pieuse, lui transmet une foi chrétienne, profonde et vivante, tournée vers son prochain. Cette proximité aimante de Mme Duverne pour son fils constituera pour l'abbé Duverne un soutien de tous les instants dans sa vie sacerdotale, jusqu'à sa disparition en 1937.

### Un précurseur des œuvres sociales
Étudiant au séminaire de Saint-Sulpice à Issy-les-Moulineaux, Jean Duverne est ordonné prêtre en 1906 pour le diocèse d'Autun. Un de ses maîtres, avec qui il conservera des liens tout au long de sa vie, est le futur cardinal Verdier, lui-même sulpicien.
Jean Duverne devient alors vicaire de la paroisse Saint-Pierre de Chalon, qui sera toute sa vie son champ d'apostolat.
Organiste et maître de chapelle à l'église Saint-Pierre, il y dirige la Maîtrise liturgique de la paroisse, qu'il porte à un haut niveau musical, et qui se produit régulièrement à l'occasion de grandes manifestations diocésaines.
Cependant, il rend très vite compte qu'au-delà de la pratique religieuse, l’Église peut développer des structures pour aider les jeunes à cultiver leurs talents et se dépasser dans la recherche du Bien, du Beau et du Vrai, et d'ainsi  détourner la classe ouvrière des cafés qui sont pour beaucoup des lieux d'alcoolisme et de désœuvrement. Il se lance dès lors dans la création d’œuvres sociales chrétiennes, qui constitueront le fil de sa vie sacerdotale.

### Le cercle Saint-Pierre
A son arrivée en 1906, l'abbé Duverne prend la direction du Cercle Saint-Pierre, société d'éducation populaire nouvellement créée et inspirée par la doctrine sociale de l'Eglise. Il y emploie bientôt ses nombreux talents, dans une activité débordante qui étonnera toujours ses contemporains, faisant du développement du Cercle la base de multiples activités sociales, récréatives, éducatives et culturelles.
Au Cercle, il organise dès 1911 des soirées musicales mensuelles, joyeuses et légères, au profit des familles, où l'on joue des opérettes, saynètes, s'affronte lors de concours de poésies et de chansons. Le succès est au rendez-vous....
Dès 1907, mettant à profit ses talents de compositeur et de chef d'orchestre, l'abbé Duverne crée et met en scène des pièces de théâtre rassemblant des dizaines d'acteurs autour de la Passion du Christ, qui connaissent un succès grandissant au fur et à mesure des années.

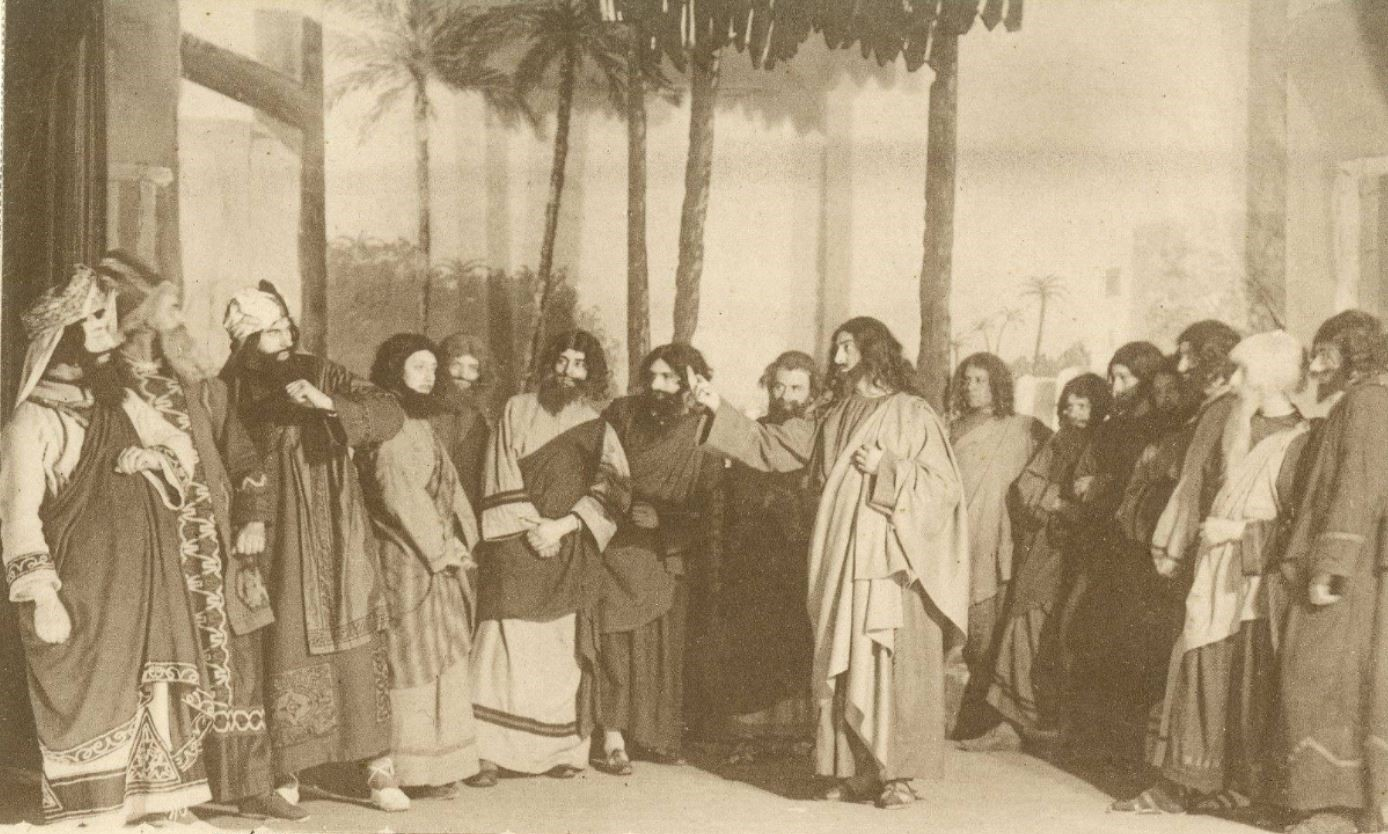
Les Pharisiens : tableau du spectacle musical « l'Evangile », composé et mis en scène par l'abbé Duverne en 1928 (Archives de Chalon)

Une œuvre musicale complète sera créée en 1925, sur le modèle des Passions jouées à Oberammergau, en Bavière, ou encore à Nancy ou à Strasbourg,.
En 1928, un nouveau spectacle, l'Evangile, écrit, composé et dirigé par l'abbé Duverne, remporte le même succès.
Avec les recettes de ces spectacles, qui drainent de dizaines de milliers de spectateurs, l'abbé Duverne peut financer de nouveaux projets, comme la rénovation et l'agrandissement de la salle Saint-Pierre, portée en décembre 1928 à une capacité de près de 1000 places, ou la création en 1922 de colonies de vacances (les Petits colons, inspirés du scoutisme), de sociétés de gymnastique....
Le cercle Saint-Pierre apparaît alors comme un modèle d'une œuvre sociale catholique dynamique et populaire, rassemblant plus de 200 bénévoles et des milliers de sympathisants.

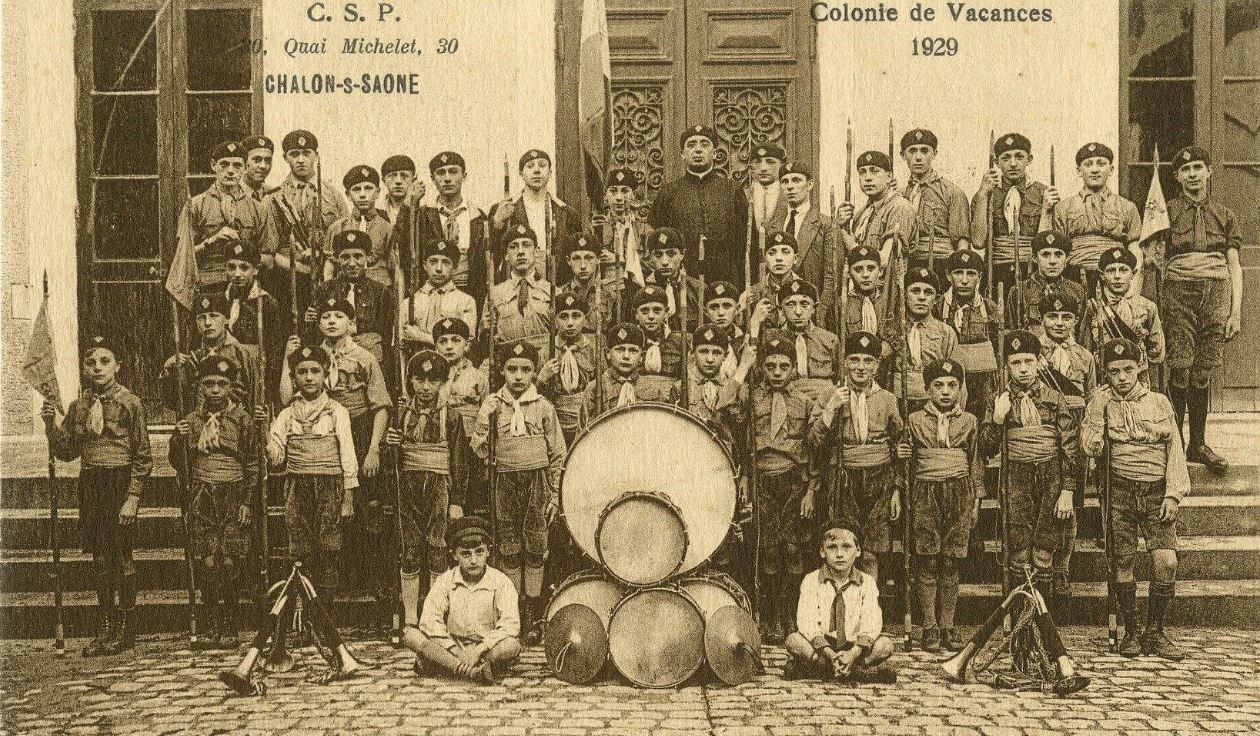
Les Petits colons, colonie de vacances organisée par le Cercle Saint-Pierre en 1929, autour de l'abbé Duverne (Archives de Chalon)

En 1926, l'abbé Jean-Marie Desgranges pouvait ainsi écrire dans le quotidien La Croix :
« Depuis vingt ans, chaque jour que le bon Dieu fait, l'abbé Duverne répand à pleines mains, si l'on puit dire, de la piété, de la culture et de la joie sur son petit peuple grandissant. il a recruté dans son sein une excellente troupe dramatique, une schola qui rehausse l'éclat des cérémonies paroissiales, un orchestre et même une équipe de machinistes en bourgerons bleus. Il se fait tour à tour auteur, compositeur, metteur en scène, chef d'orchestre et directeur de retraites fermées. C'est lui-même qui a composé, en suivant l’Évangile pas à pas, ce drame de la Passion en quinze tableaux, avec une musique de scène et des chœurs qui forment un ensemble d'une grandeur et d'une simplicité émouvante. Les costumes, les décors, la figuration sont d'un goût parfait. Mais ce qui frappe surtout, c'est l'attitude des personnages (le mot acteurs ne leur conviendrait pas du tout), l'expression de leur visage, leurs accents de piété, leur sincérité profonde. Un tel spectacle est la plus efficace des prédications.»

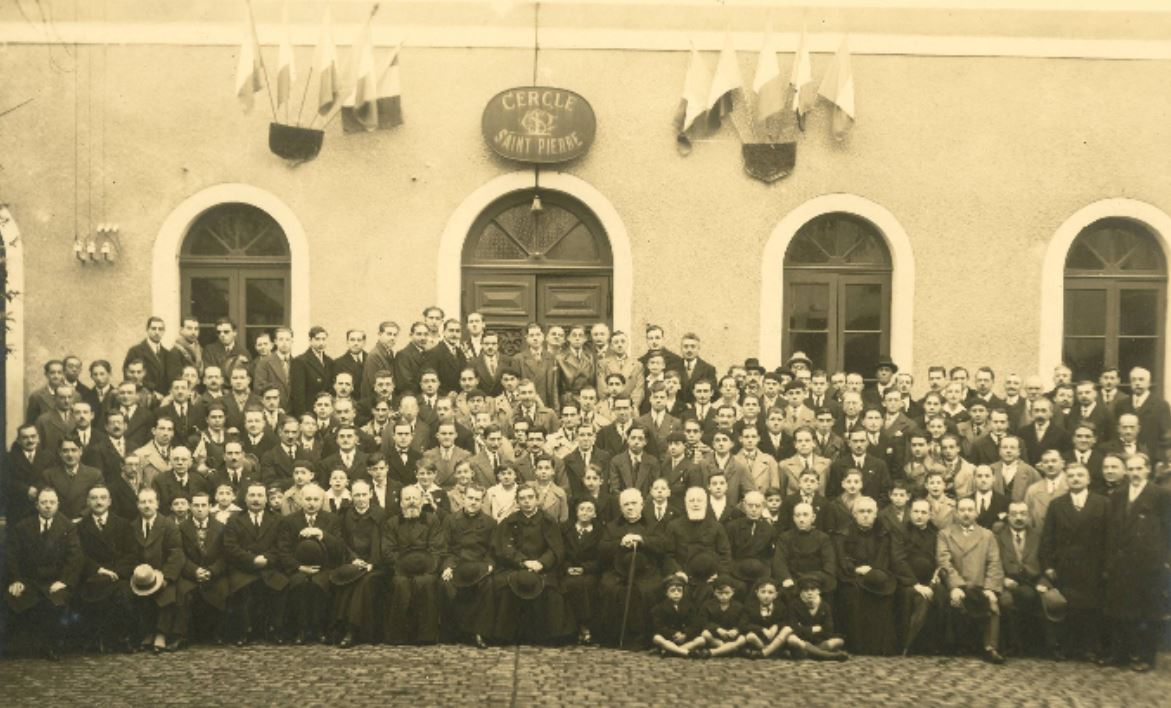
Les membres du Cercle Saint-Pierre en 1931 (Archives de Chalon)

Personnalité devenue influente, l'abbé Duverne, cousin germain d'un des chefs de file de la droite en Saône-et-Loire, le docteur Fernand Renaud, ne se mêle pas de politique. Il devient toutefois un adversaire désigné des milieux anticléricaux qui n'hésitent pas à le diffamer dans des articles ou tracts injurieux. Un procès en diffamation est ainsi gagné par l'abbé Duverne contre le directeur du journal Les Gueules noires en 1931. Une deuxième affaire a lieu en 1936, pendant les élections législatives, amenant, devant l'ampleur de la polémique, le député socialiste sortant à des demi-excuses publiques.

### Fondation d'un cinéma paroissial
En 1908, l'abbé Duverne tient le piano pour accompagner par des improvisations la projection de films lors des pèlerinages à Lourdes. C'est sa première rencontre documentée avec l'univers du cinéma.
Très vite, l'abbé Duverne observe le potentiel culturel qu'offre le cinéma naissant et souhaite proposer aux Chalonnais des films dans un cadre paroissial.
Si dès 1920, des projections de films muets sont organisées dans le cadre du patronage, l'inauguration d'une nouvelle salle de spectacles le 23 décembre 1928, équipée en cabine des plus récents projecteurs Gaumont, anticipe la révolution à venir du cinéma parlant.
En Bourgogne, l’Église catholique se trouve en première ligne dans le développement du 7e art. Ainsi, en 1931, sur les six salles répertoriées à Chalon, sont étaient des salles paroissiales. Celle du Cercle Saint-Pierre est alors la plus grande et la plus moderne.
Contrairement aux autres salles indépendantes, le Cinéma Saint-Pierre, devenu le Rex à la mort de l'abbé Duverne, survivra de nombreuses années jusqu'à sa disparition définitive en 1982.

### L’œuvre sportive
Mais l'activité de l'abbé Duverne ne s'arrête pas là. Ainsi, il fonde en 1928, deux sociétés de gymnastique (les Alouettes pour les filles, et l’Éveil de Chalon pour les garçons), affiliées à la FGSPF.

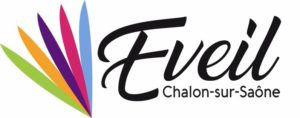
Logo de l'Eveil de Chalon-sur-Saône

L’Éveil est bientôt accompagné d'une harmonie, surnommée la Clique, les gymnastes comme les musiciens se distinguant bientôt dans les différents concours auxquels ils participent.
Le 19 juillet 1936, année olympique, l’Éveil de Chalon organise un grand concours interrégional de gymnastique et de musique, auquel participent environ 2000 gymnastes et musiciens et auquel assistent plus de 5000 personnes, suscitant l'enthousiasme en ville.
Devenue indépendante du Cercle Saint-Pierre, la société de gymnastique existe toujours en 2024.

### Seconde guerre mondiale et après-guerre
Le cercle Saint-Pierre et l’Éveil de Chalon-sur-Saône maintiennent en partie leurs activités pendant la guerre, tout en fournissant un grand nombre de résistants.
Ardent patriote, l'abbé Duverne encourage les actions de résistance et le Cercle Saint-Pierre logera, dans les magasins à décor et les loges de son théâtre, des opposants au nazisme fuyant la zone occupée.
Après guerre, il continue de s'occuper de ses œuvres, relançant notamment l'orchestre et les colonies de vacances.
En 1948, il démissionne de ses fonctions d'aumônier des prisons de Chalon.
Resté très aimé de la population chalonnaise, malade, le chanoine Duverne meurt à Chalon le 10 janvier 1956, à l'âge de 75 ans.
Sa messe de funérailles, restée dans les mémoires chalonnaises, rassemble une foule de personnalités et d'anonymes, proches du Cercle, sportifs, représentants des corps civils et militaires ecclésiastiques et élus.

## Hommages
L'abbé Duverne avait été fait chapelain épiscopal le 26 mars 1927 et chanoine de la cathédrale de Chalon le 19 juillet 1936 par Mgr Hyacinthe-Jean Chassagnon.
Un concours régional de gymnastique, organisé annuellement par l’Éveil de Chalon, porte toujours le nom de l'abbé Duverne.
Il a longtemps été question de donner à une rue ou une place de Chalon le nom de l'abbé Duverne, mais ce projet n'eut jamais lieu, sans doute pour des raisons idéologiques.
Il faut attendre juin 1987 pour qu'un buste de l'abbé Duverne soit inauguré par Dominique Perben, maire de Chalon-sur-Saône, devant l'église Saint-Pierre de Chalon, place de l'Hôtel de ville.
L'abbé Duverne fait partie des « Illustres Chalonnais » mis en avant par la municipalité en 2018.

## Œuvres musicales
- Jeanne d'Arc, musique de l'abbé Duverne, 1911.
- La passion du Christ, livret et musique de l'abbé Duverne, en trois parties et quinze tableaux, 1925.
- L’Évangile, livret et musique de l'abbé Duverne, 1928.
- Louis XI, mise en musique de la tragédie de Casimir Delavigne[23].
- Sainte Odile, mise en musique du drame de Jean Variot, en cinq actes et neuf tableaux, 1924[24].
- Ballade des papillons, poésie de Mme Devoucoux, musique de Jehan Saunier de Rotrou (pseudonyme de l'abbé Jean Duverne), Eveillard et Jacquot, Paris, 1919.
- Hic vir, orgue et polyphonie pour la liturgie, vers 1920.
- L'ami Fritz, mise en musique de la pièce d'Erckmann-Chatrian, 1922.